# Hit Mania Dance Champions 2000
Hit Mania Dance Champions 2000 è una raccolta di 20 successi da ballare pubblicata su CD e MC nella primavera del 2000. Fa parte della collana Hit Mania ed è stata mixata dal dj Mauro Miclini. La copertina è stata progettata da Gorial.

## Tracce
1. Bloodhound Gang – The Bad Touch (The Eiffel 65 Remix) – 3:26
2. Kim Lukas – Let It Be The Night – 3:36
3. Gigi D'Agostino – L'amour toujours – 3:16
4. Prezioso feat. Marvin – Let Me Stay – 2:30
5. T42 – Run To You (feat. Sharp) – 2:43
6. Quick – Need You Tonite (La La La) (feat. Charlotte) – 2:52
7. Systematic – Everyday – 2:25
8. Black Legend – We'll Be In Trouble – 2:26
9. Rollergirl – Luv U More – 3:35
10. Dos Morenos – La Banana – 3:11
11. Piotta – La mossa del giaguaro – 3:01
12. Ce Ce Lee – Ole Le' – 1:55
13. More – Around the World – 2:25
14. Bamble B – Crime of Passion – 2:44
15. Paps'n'Skar – Turn Around – 3:14
16. Sugarbabies – Encore (Ooh Ooh Yeah Yeah) – 3:08
17. House of Glass – Disco Down (feat. Giorgio Giordano) – 2:50
18. Tofunk – Alright! (Make Me Feel) (feat. Jenny B) – 3:08
19. Artful Dodger – Movin' Too Fast (feat. Romina Johnson) – 3:01
20. T. Jhon – Goodbye – 1:46
21. Lùnapop – Un giorno migliore (Remix) – 3:02